# Landgericht Sulzbach
Das Landgericht Sulzbach war ein von 1803 bis 1879 bestehendes bayerisches Landgericht älterer Ordnung mit Sitz in Sulzbach in der Oberpfalz.
Das Landgericht Sulzbach gehörte ursprünglich zum Naabkreis, seit dessen Auflösung im Jahr 1810 zum Regenkreis. Die Landgerichte waren im Königreich Bayern Gerichts- und Verwaltungsbehörden, die 1862 in administrativer Hinsicht von den Bezirksämtern und 1879 in juristischer Hinsicht von den Amtsgerichten abgelöst wurden.

## Landrichter
- Johann Baptist Anton Wimmer, Landrichter von 1856 bis 1860